# Lyndol Mitchell
Lyndol Coleman Mitchell (Itta Bena, 16 februari 1923 – Rochester, 19 februari 1963) was een Amerikaans componist en muziekpedagoog.

## Levensloop
Mitchell studeerde muziektheorie, contrapunt, fuga en compositie aan de Universiteit van West-Kentucky in Bowling Green, waar hij zijn Bachelor of Science behaalde. Vervolgens studeerde hij aan de befaamde Eastman School of Music van de University of Rochester in Rochester en behaalde zijn Master of Music. Aldaar voltooide hij ook zijn studies en promoveerde in 1961 met zijn werk Concerto Grosso in style barocco voor 3 trombones solo en orkest tot Doctor of Musical Arts.
Van 1951 tot 1963 was hij docent aan de Eastman School of Music in Rochester (New York). Als componist schreef hij verschillende werken voor orkest en harmonieorkest, waarvan de Kentucky Mountain Portraits zekerlijk het meest bekende werk is.

## Composities

### Werken voor orkest
- 1948-1956 Kentucky Mountain Portraits, voor orkest[1]
  1. Cyndi
  2. Ballad
  3. Shivaree
- 1961 Concerto grosso in style barocco, voor drie trombones solo en orkest
  1. Adagio maestoso - Allegro di molto
  2. Larghetto affettuoso
  3. Presto
- Overture Jubilation, voor orkest
- Railroad Suite, voor orkest
- Savannah River Holiday, voor orkest

### Werken voor harmonieorkest
- 1956 Railroad Suite, voor harmonieorkest
- 1958 River Suite, voor harmonieorkest
- 1961 Concerto grosso in style barocco, voor drie trombones solo en harmonieorkest
  1. Adagio maestoso - Allegro di molto
  2. Larghetto affettuoso
  3. Presto
- Battle Hymn of the Republic, voor harmonieorkest
- Savannah River Holiday, voor harmonieorkest
- When Johnny Comes Marching Home, voor gemengd koor en harmonieorkest

## Media
1. ↑  Kentucky Mountain Portraits door "Eastman School of Music Symphony Orchestra" o.l.v. Howard Hanson

- Bibliothèque nationale de France: cb14005657j (data)
- International Standard Name Identifier: 0000 0000 4083 8917
- Library of Congress Control Number: no94007633
- MusicBrainz: 6738e6ad-f57a-40cd-8c28-13788e1bf33c
- Nationale Bibliotheek van Israël: 987007431438605171
- Virtual International Authority File: 34654679
- WorldCat: E39PBJdmqgjXJ34h6w7qR9Tfv3